# Venancio Rius
Venancio Rius (Moncófar, Castellón, 4 de enero de 1965) es un profesor, director y concertista de clarinete español con una trayectoria de reconocido prestigio internacional.

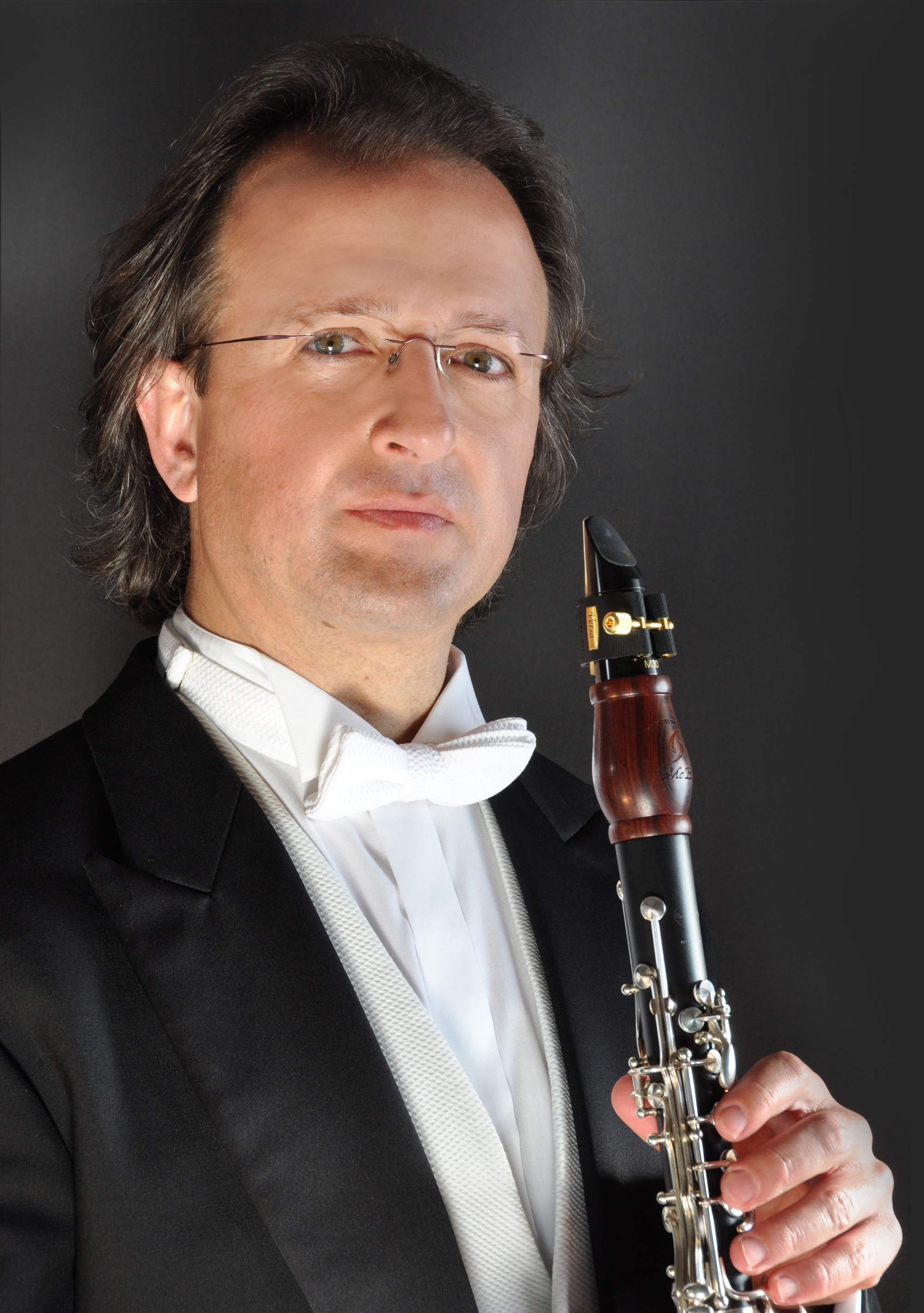
Venancio Rius Photo

## Estudios
Nacido en el seno de una familia con gran tradición musical, inició sus estudios musicales a la edad de 5 años con su abuelo, el maestro Eugenio Martí. Recibió las primeras clases de clarinete de manos de Vicente Palau, y posteriormente fue alumno de Idilio Gimeno. 
Estudió en el Conservatorio Superior de Música de Valencia con Juan Vercher, en la Universidad de Valencia, y en la Universidad del Sur de California con su principal profesor, el internacionalmente reconocido maestro Yehuda Gilad, el cual ha sido su más importante referente pedagógico y clarinetístico. En USC también recibió clases magistrales de Mitchel Lurie y Michelle Zukovsky.
Asistió a clases magistrales y cursos de perfeccionamiento en Los Ángeles, Nueva York, París, Karlsruhe, Madrid, Benidorm y Valencia. Participó en festivales como Aspen Music Festival and School (Colorado-Estados Unidos) y Rome Summer Festival (Roma-Italia).
Asistió a clases de dirección de orquesta con Daniel Lewis en California, dirección de coros con Eduardo Cifre en Valencia y ha asistido a clases magistrales con Murry Sidlin, David Hoose, Jorge Mester y en los Corwin Seminars con la Orquesta Filarmónica de Los Ángeles y Franz Welser-Möst.

## Profesor
Ha sido Profesor Asociado de la Universidad del Sur de California (como sustituto de Yehuda Gilad en 2006 por su año sabático), profesor del Conservatorio Superior de Música de Castilla-La Mancha, del Conservatorio Superior de Música de Valencia, del Conservatorio Superior de Música de Murcia, y de los Conservatorios Profesionales de Vall de Uxó, Liria e Ibiza.También ha sido profesor de la Facultad de Música y Artes Escénicas de la Universidad Alfonso X El Sabio, del Centro de Alto Rendimiento Musical Madrid y de Forum Musikae - Academia Internacional de Música.
Ha sido profesor del 7.º Encuentro Internacional de Clarinete de Lisboa, de los Cursos Internacionales de Clarinete de Benidorm como asistente de Yehuda Gilad, del 2007 China International Clarinet Music Festival y del Aurora Music Festival Suecia.
Ha realizado clases magistrales en Argentina, Canadá, China, Estados Unidos, Europa, Mongolia,  y Omán, incluyendo las Universidades de Los Ángeles y Nueva York, St Thomas University en Fredericton (Canadá), Conservatorio Nacional de Lisboa, Conservatorio Nacional de Buenos Aires, Universidad Nacional de Jujuy, Instituto Superior de Arte de Jujuy, Beijing Central Conservatory, China Conservatory, Shenzhen Arts School, China Dunshan Symphonic Wind Orchestra, Ulán Bator Opera House, State College of Music and Dance of Mongolia, Conservatorio José Iturbi de Valencia, Conservatorio Superior de Música de La Coruña, Conservatorio Profesional de Música de Ferrol, Conservatorio Profesional de Música "Ramón Garay" de Jaén, American & British Academy y The Colburn School de Los Ángeles, entre otros.
En España ha realizado cursos de perfeccionamiento clarinetístico en Valencia, Castellón, Alicante, La Coruña, Burgos, Ciudad Real, Ibiza, La Vall D'Uixó, Almazora, Onil, Moncada, Puerto de Valencia, Altura, San Juan de Moró, Moncofa, Sagunto, Bandeira y Reus, entre otros.
Ha sido profesor de música de cámara en el I, II, III, IV y V Beyond the Music: International Chamber Music Festival & Master Classes 2010, 2011, 2012, 2013 y 2014. Durante la edición de 2010 de este festival, que tiene como directores artísticos a Richard Aznar y a Sayá Sangidorj, ofreció una conferencia en el Centro de Ciencias de Benasque Pedro Pascual titulada "Music: It is a whole Science, a whole Art". 
Sus enseñanzas han producido ganadores de primeros premios en importantes concursos nacionales e internacionales, incluyendo Young Concert Artist International Competition, Pasadena Instrumental Competition, Concursos Arte Joven de Baleares, Certamen Nacional de Interpretación "Intercentros Melomano", American Youth Symphony Auditions, Philadelphia Astral Artistic Services, Lincoln Center Chamber Music Society y Avery Fischer Career Grant.
Ha sido Presidente del Jurado del The J.Chuluun 10th International Competition of Young Musicians, en Ulán Bator, Mongolia y también jurado del Shanghai Spring International Music Competition y del 2012 Guangzhou International Orchestral Art Festival Competition.
Es profesor de los "Encuentros con Venancio Rius" organizados por la Asociación Galega para el Estudio y Desarrollo del Clarinete - AGAC. Se celebran mensualmente desde 2010 en diferentes conservatorios y auditorios de Galicia, Valencia y Portugal, incluyendo ciudades como Santiago de Compostela, Valga, Ortigueira, As Pontes, Lugo, Villagarcia de Arousa, Monforte de Lemos, Chantada, Guntin, Narón, Ferrol, Sada, Moncofa y Oporto.
Ha realizado clases magistrales en Argentina, incluyendo el Conservatorio Nacional de Música de Buenos Aires, Dirección General de Enseñanza Artística, Escuela de Música de Neuquén, la Casa de la Cultura de Jujuy y la Universidad Nacional de Jujuy, y ha sido profesor de Clarinete del I Encuentro de Clases Magistrales de la Universidad Internacional Menéndez Pelayo en Minglanilla (Cuenca).
En la actualidad, es profesor de ESMAR - Escuela Superior de Música de Alto Rendimiento de Valencia. 
Venancio Rius es artista de Buffet Crampon Paris.

## Concertista
Venancio Rius ha actuado en Alemania, Argentina, Austria, Canadá, China, Corea, España, Estados Unidos, Finlandia, Francia, Holanda, Inglaterra, Italia, Luxemburgo, México, Mongolia, Omán, Portugal, Suecia y Suiza. 
Ha estrenado obras de Aaron Copland (versión de cámara de la ópera "The Tender Land"), Martin Kutnowski (Obras dedicadas a él mismo como: Momentum para clarinete solo, estrenada en Nueva York en 1996, Concierto para Clarinete y Orquesta, estrenado en Londres el 5 de marzo de 2010, y la Fantasía para clarinete y piano, estrenada en el Auditorio del CSMCLM el 5 de marzo de 2015 con el compositor al piano), Frederick Lesemann, José Alamà, Adolfo Villalonga (Variaciones Emocionales para clarinete solo dedicada a él mismo y estrenada en Ibiza en 2001) y Juan Pons. Destacan también sus colaboraciones con el compositor y pianista Manuel García-Morante, el cual dedicó a Venancio Rius su Preludio e Toccata y su Notturno, Serenata e Finale para clarinete y piano, que fueron estrenadas con el compositor al piano en un Recital en el Sultanato de Omán patrocinado por la Embajada de España. 
Ha actuado con la Norrköping Symphony Orchestra, USC Symphony Orchestra, Philharmonie der Nationen, Aspen Festival Orchestra, Orquesta Sinfónica Ciudad de Ibiza, Royal Oman Symphony Orchestra, London Schubert Chamber Orchestra, China Dunshan Symphonic Wind Orchestra, Orquesta Amadeus de Buenos Aires, Orquesta Supramúsica de Villarreal y Joven Orquesta Sinfónica de Castellón, entre otras.
Colaboró en diferentes grabaciones en los Steven Spilberg Music Scoring Stage, USC Film Music Department y con el USC Contemporary Music Ensemble. También actuó en la gala-presentación de la película “El paciente inglés”.
Fue invitado por Buffet Crampon Pekín para el 2008 Artist Tour, realizando una gira en China como director, concertista, impartiendo clases magistrales y como miembro del jurado del Shanghái Spring International Music Competition.
En 2009 formó, junto a la pianista María Abad, el RIUS-ABAD DUO, realizando recitales y conciertos pedagógicos en España y Canadá.
En 2012, realizó giras de conciertos en China, Mongolia y Suiza, actuando en el Beijing Haidian Theater y el Shenzhen Grand Theatre en China, y el KKL Lucern Auditorium en Suiza, con la China Dunshan Symphonic Wind Orchestra bajo la dirección de Adrian Schneider. También un recital en el Auditorio del State College of Music and Dance of Mongolia.
Ha realizado un ciclo de Conferencias-concierto titulado: "Equilibrio entre forma abstracta y narración: Descubriendo tramas secretas en la música de cámara", contando como conferenciante con el compositor Dr. Martín Kutnowski. Se interpretaron los Quintetos para clarinete y cuerdas de Martín Kutnowski (En la mar hay una torre) y Carl Maria von Weber, con Enrique Palomares (Violín) Albert Skuratov (Violín), Santiago Cantó (Viola) y David Barona (Chelo), actuando dentro del ciclo "Las Artes en Paralelo" del Palau de la Música de Valencia.
Ha realizado una gira de conciertos con orquesta y recitales en Argentina, incluyendo auditorios como el Auditorio de la Facultad de Derecho de Buenos Aires, el Museo de Arte Hispanoamericano de Buenos Aires, Teatro Mitre de Jujuy, Centro Cultural de Comodoro Rivadavia y el Museo Nacional de Bellas Artes de Neuquén, entre otros.
En la Navidad 2014-2015 interpreta el Concierto para Clarinete y Orquesta de Jean Francaix con la Joven Orquesta Sinfónica de Castelló bajo la dirección de Pablo Marqués, en salas como el Auditori de Castelló, Auditori "Joaquín Rodrigo" de Sagunt y el Palau de la Música de Valencia.

## Director de orquesta
Ha recibido consejos y colaborado con profesores y directores como David Zinman, Yehuda Gilad, James Conlon, Eiji Oue, Eduard Cifre, Lawrence Foster, Mitchell Lurie, Itzhak Perlman, Carl St. Clair, José María Cervera Collado, Larry Livingston y Ole Kristian Ruud, entre otros. 
En 2007 y 2008 fue director y Consejero Artístico de la Royal Omán Symphony Orchestra. Fue invitado a dirigir el Concierto de Año Nuevo 2008 para el sultán Qaboos Bin Said y el concierto "An Evening of Spanish Music", que contó con la colaboración de la Embajada de España en Mascate. Este programa dedicado a la música española incluía el Concierto de Aranjuez de Joaquín Rodrigo con el guitarrista Àlex Garrobé, las Danzas Fantásticas de Joaquín Turina y Capricho Español de Rimski-Kórsakov.
Ha dirigido conciertos en el Conservatorio Central de Pekín, Universidad de Pekín, Universidad del Sur de California, PLA China Auditorium, China Conservatory of Music, The Palace Bait Al-Barakah Muscat y ha interpretado los Conciertos para clarinete y orquesta de Weber, Mozart y Rossini como concertista-director.

## Premios y distinciones
Ha recibido el reconocimiento de concursos e instituciones como: USC Los Ángeles Concerto Competition, Gordon & Lillian Hardy Award, Bruce Zalkind Memorial Prize, Buffet Crampon North American Clarinet Competition, INAEM- Ministerio de Cultura, Embajada de España en Mascate, Instituto Cervantes de Lisboa, Consejería de Cultura-Generalidad Valenciana, Premio de Honor del Conservatorio Superior de Música de Valencia y como el profesor más distinguido del 2007 China International Clarinet Festival.
Ha sido galardonado con el "Premio Fortea de las Artes 2012" a una trayectoria de consolidado prestigio internacional, concedido por el IDM - Instituto para el Desarrollo Musical.